# Shinrei Jusatsushi Tarōmaru
Shinrei Jusatsushi Tarōmaru (心霊呪殺師 太郎丸, Psychic Killer Taromaru, Taromaru, le meurtrier psychique) est jeu d'action de type beat them all développé et édité par la filiale japonaise Time Warner Interactive, sorti exclusivement sur Sega Saturn au Japon le 17 janvier 1997. Le jeu est présenté la première fois au salon Tokyo Toy Show en juin 1996.

## Système de jeu
Shinrei Jusatsushi Tarōmaru est un jeu d'action en 2D avec des effets de rotations en 3D dans les arrières-plan. Deux personnages sont proposés au joueur en début de partie, Tarōmaru ou Enkai, un ninja et un moine shintoïste qui sont embauchés comme chasseur de primes pour terrasser de puissants démons afin de sauver la fille de Taromaru. Les deux personnages combattent à l'aide de leurs pouvoirs psychiques et possèdent leurs propres caractéristiques. 
Le gameplay se compose d'un bouton de tir, en pressant cette touche, l'ennemi proche du personnage est automatiquement ciblé par un curseur jaune affiché à l'écran, l'attaque est caractérisée par de petites éclairs bleues. Les gâchettes de la manette servent à changer de cible. Le joueur peut également infliger plus de dégâts en maintenant le bouton du tir. Les attaques ne sont pas réalisables lorsque le personnage est en mouvement, sauf pour les sauts. En plus des sauts, le gameplay donne la possibilité de bloquer les attaques, de faire une glissade rapide au sol ou tout simplement de courir.